# The Tell-Tale Hearts
The Tell-Tale Hearts è stato un gruppo musicale di genere revival garage rock attivo durante gli anni ottanta. L'unico album pubblicato dal gruppo è considerato un classico del genere.

## Storia
Il gruppo nacque come evoluzione di una precedente band chiamata "Mystery Machine"; tennero il loro primo concerto in una festa privata a San Diego nel settembre 1983 insieme ai Gravedigger V che all'epoca si chiamavano ancora Shamen. I membri originari erano il cantante Ray Brandes, il chitarrista Eric Bacher, il batterista David Klowden, il bassista Mike Stax e l'organista Bill Calhoun.
«Quando salgono sul palco, i Tell-Tale Hearts sono un branco. Con Ray intento a latrare come un cane e scuotere come un ossesso le sue maracas, Bill che spesso abbandona l’impalcatura arrugginita del suo organo VOX per lanciarsi in urticanti fraseggi di armonica blues, Eric alle prese col suo jungle-beat affogato nel fuzz, l’efebico Mike con la sua collezione di bassi vintage e i suoi urli da caveman in calore, David perso dietro un minuscolo kit di batteria, a pestare come piedi di contadina in un mortaio. Tutti ugualmente indispensabili.» 
Nel 1984 il gruppo registrò il primo e unico album, The Tell-Tale Hearts, pubblicato dalla Voxx Records, seguito l'anno seguente da un EP, The "Now" Sound.
Nel 1986 Eric Bacher lasciò il gruppo e venne sostituito da Peter Meisner dei The Crawdaddys; vennero registrate a dicembre 1986 altre due canzoni, che vennero pubblicate su un ultimo singolo nel 1987 dalla Kavern 7. La band si sciolse poco dopo, il 14 febbraio 1987.
Nel 1989 il gruppo si riformò con una nuova formazione per registrare e pubblicare un nuovo singolo, Circus Mind/Flying
Nel 1994 il gruppo si ricostituì per partecipare a un tour nella West Coast ed esibirsi in cinque concerti per promuovere la compilation High Tide. Il gruppo si riunì nuovamente nel novembre 2004 senza Bill Calhoun per una nuova esibizione in un locale di San Diego, il Ken Club. A settembre 2007 il gruppo si è di nuovo riunito per una esibizione. Nel 2017 la Munster Records ha pubblicato un EP con le prime registrazioni del gruppo, 517 Fourth Avenue, registrato il 7 marzo 1984, con una copertina contenente una nota di Greg Prevost.

## Discografia

### Album

#### Album in studio
- 1984 - The Tell-Tale Hearts

#### Compilation
- 1994 - High Tide (Big Noses & Pizza Faces)
- 1995 - The Tell Tale Hearts

#### Album dal vivo
- 1997 - A Bitchin' Boss Rave-up with The Tell-Tale Hearts: Live in Springfields
- 1997 - Live Vol.2 - Later That Same Night In Springfield...

### Singoli ed EP
- 1985 - The "Now" Sound of The Tell-Tale Hearts
- 1987 - Too Many Lovers
- 1990 - Take a Look Inside
- 1994 - Circus Mind/Flying (Nevermore Records)
- 2017 - 517 Fourth Avenue

## Formazione
Dal 1983 al 1986
- Ray Brandes: voce
- Eric Bacher: chitarra
- David Klowden: batteria
- Mike Stax: basso, voce
- Bill Calhoun: organo

Dal 1986 al 1987
- Ray Brandes: voce
- Peter Meisner: chitarra
- David Klowden: batteria
- Mike Stax: basso, voce
- Bill Calhoun: organo

Dal 1989 al 1990
- Mike Stax: basso
- Bill Calhoun: voce, arpa
- Ron Swart: organo
- Jon McKinney: chitarra ritmica
- Carl Rusk: chitarra solista
- Paul Carsola: batteria (in "Circus Mind")
- Craig Packham: batteria  (in "Flying" )